# Mahé (miasto)
Mahé (hindi माहे, trb.: Mahe, trl.: Māhe; malajalam മയ്യഴി/മാഹി, trb.: Majjaźi/Mahi, trl.: Mayyaḻi/Māhi; ang. Mahe; fr. Mahé) – miasto w południowych Indiach, położone nad Morzem Arabskim. Zajmuje powierzchnię 9 km², liczy 36,823 mieszkańców (2001). Mahé do 1954 pozostawało kolonią francuską (założone zostało w 1724 jako fort). Administracyjnie należy do terytorium związkowego Puducherry. Dystrykt Mahé składa się z trzech enklaw w stanie Kerala.